# Ercheia zura
Ercheia zura är en fjärilsart som beskrevs av Swinhoe 1885. Ercheia zura ingår i släktet Ercheia och familjen nattflyn. Inga underarter finns listade i Catalogue of Life.